# 2631 Zhejiang
A 2631 Zhejiang (ideiglenes jelöléssel 1980 TY5) a Naprendszer kisbolygóövében található aszteroida. A Bíbor-hegyi Obszervatórium fedezte fel 1980. október 7-én.